# Aumont (Borgogna-Franca Contea)
Aumont è un comune francese di 422 abitanti situato nel dipartimento del Giura nella regione della Borgogna-Franca Contea.

## Società

### Evoluzione demografica
Abitanti censiti